# Neolaparus lubumbashi
Neolaparus lubumbashi är en tvåvingeart som beskrevs av Stanley Willard Bromley 1935. Neolaparus lubumbashi ingår i släktet Neolaparus och familjen rovflugor.
Artens utbredningsområde är Kongo. Inga underarter finns listade i Catalogue of Life.